# Manbot
Manbot est un super-héros créé par Marvel Comics. Il est apparu pour la première fois dans Alpha Flight vol.2 #1.
Manbot est un personnage secondaire ayant fait partie d'un roster de la Division Alpha.

## Origine
Quand le Département H récupéra le robot Box, ses scientifiques retravaillèrent le système et y fusionnèrent l'un de leurs employés, Bernie Lacheway. Le cyborg fut nommé Manbot, être froid et cynique.
À l'origine, Manbot ne servait que de traceur et d'enregistreur dans les missions de la nouvelle Division Alpha. Lors de l'assaut orchestrée par le Zodiaque, Manbot débrancha le système qui aurait déversé des produits chimiques, sauvant des millions de vies. Mais il continua secrètement à espionner les jeunes recrues.
Dans une mission, Manbot fut capturé dans le Microvers et envoyé à la Banque des Corps pour y être disséqué. Il fut libéré par son équipe. À leur retour, les héros canadiens découvrirent que le Département H avait été attaqué par le Zodiaque. Il réussit à débrancher certaines de ses connexions et devint beaucoup plus autonome. Il fut même prêt à se sacrifier contre Weapon X pour stopper une bombe nucléaire. Reconstruit, il devint par la suite membre de la nouvelle Division Béta. Ses activités actuelles sont inconnues.

## Pouvoirs
- Manbot est un cyborg bipère  de près de 300 kg d'acier renforcé autrefois utilisé par Madison Jeffries. Il est invulnérable aux tirs d'armes conventionnelles. Un puissant jetpack lui permet de voler à Mach 2. Sa structure corporelle lui permet de porter 75 tonnes.
- Il est équipé de missiles explosifs et d'autres déployant un filet pour capturer ses cibles. Un système d'arme permet de téléguider les missiles.
- Des armes lasers sont cachés sous sa carapace. Elles sortent par des ouvertures et sont rotatives. Il possède aussi un marteau-piqueur et vrille capable de découper l'acier.
- Les réflexes de Manbot sont améliorés par un ordinateur. Il peut pister Aurora et Véga volant en vitesse de croisière. Il peut calculer de complexes probabilités d'action en quelques secondes. Un système de caméras oculaires lui permettent d'enregistrer et transmettre par la suite ce qu'il voit. En plus d'une radio, Manbot est relié à un système de satellites. Il est équipé de différents scanners (chaleur, émotionnel, infra-rouge, détecteur chimique...)
- Des vérins permettent à Manbot de déployer et d'étendre ses pattes pour atteindre de grandes hauteurs. Des roulettes peuvent se déployer pour l'aider à se déplacer plus vite.
- En cas de grave danger, il peut répandre le contenu d'une bouteille de toxine nerveuse, capable de rendre inconsciente toute personne proche de lui. Le produit est éjecté par un spray, dirigeable, est volatile et assez puissant pour assommer Sasquatch.
- Manbot possède une base de données étendue sur les faits et gestes de toute personne liée de près ou de loin à l'espionnage Canadien (Département H, les Divisions...)